# Hajdúhadház (distrikt)
Hajdúhadház är ett distrikt i Ungern. Det ligger i provinsen Hajdú-Bihar, i den nordöstra delen av landet, 200 km öster om huvudstaden Budapest.